# Phytodietus burmaensis
Phytodietus burmaensis är en stekelart som beskrevs av Dmitriy R. Kasparyan 1998. Phytodietus burmaensis ingår i släktet Phytodietus och familjen brokparasitsteklar. Inga underarter finns listade i Catalogue of Life.